# 24 Horas de Le Mans de 1981
As 24 Hours of Le Mans de 1981 foi o 49º grande prêmio automobilístico das 24 Horas de Le Mans, tendo acontecido nos dias 13 e 14 de junho 1981 em Le Mans, França no autódromo francês, Circuit de la Sarthe.

## Resultados Finais

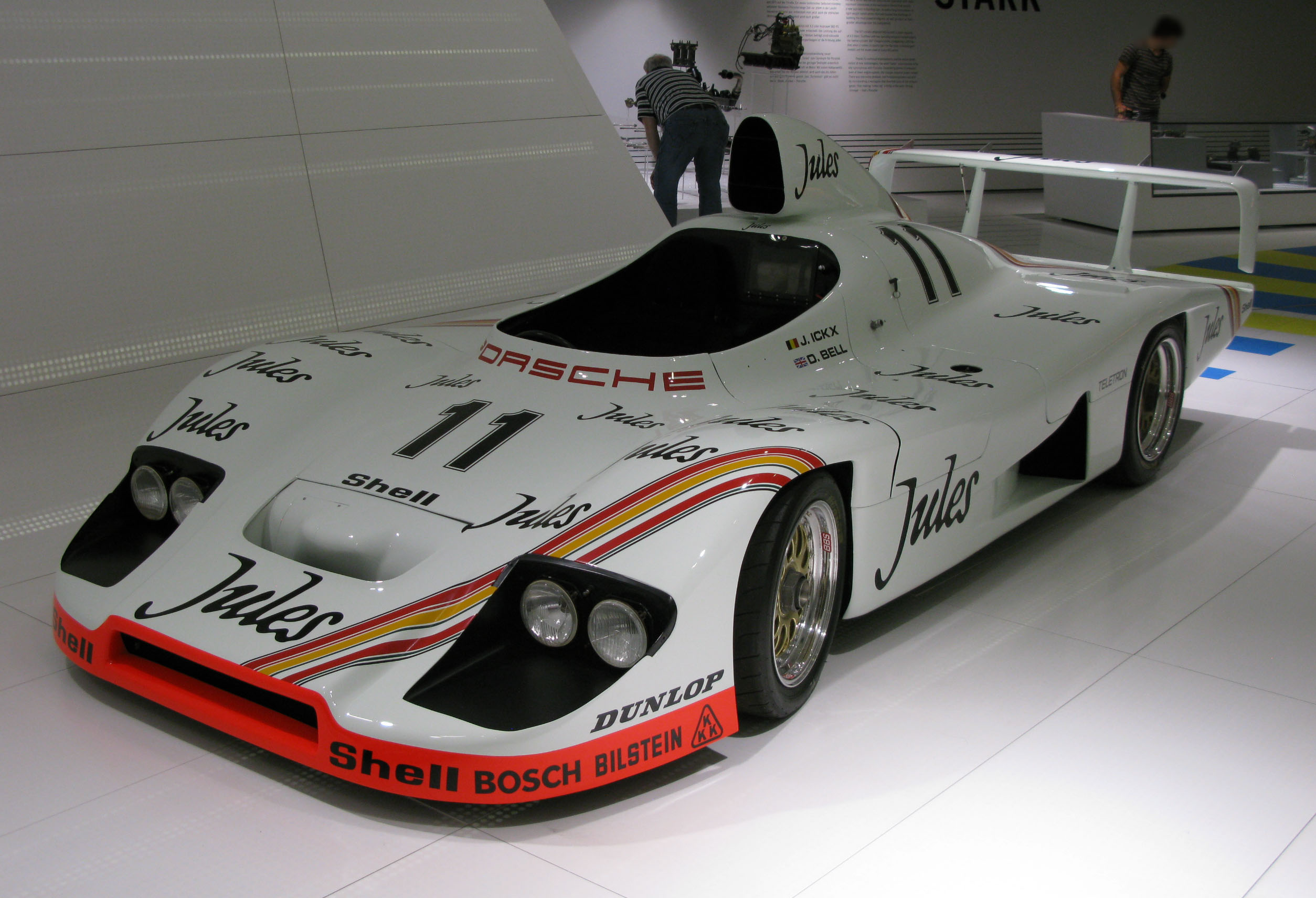
1. 11 Porsche 936

| Pos    | Class    | No | Equipe                                    | Pilotos                                                     | Chassis                            | Pneus | Voltas |
| Pos    | Class    | No | Equipe                                    | Pilotos                                                     | Motor                              | Pneus | Voltas |
| ------ | -------- | -- | ----------------------------------------- | ----------------------------------------------------------- | ---------------------------------- | ----- | ------ |
| 1      | S +2.0   | 11 | Porsche System                            | Jacky Ickx Derek Bell                                       | Porsche 936                        | D     | 354    |
| 1      | S +2.0   | 11 | Porsche System                            | Jacky Ickx Derek Bell                                       | Porsche Type-935 2.6L Turbo Flat-6 | D     | 354    |
| 2      | GTP 3.0  | 8  | Jean Rondeau                              | Jacky Haran Jean-Louis Schlesser Philippe Streiff           | Rondeau M379                       | G     | 340    |
| 2      | GTP 3.0  | 8  | Jean Rondeau                              | Jacky Haran Jean-Louis Schlesser Philippe Streiff           | Ford Cosworth DFV 3.0L V8          | G     | 340    |
| 3      | GTP 3.0  | 7  | Otis Jean Rondeau                         | Gordon Spice François Migault                               | Rondeau M379                       | G     | 335    |
| 3      | GTP 3.0  | 7  | Otis Jean Rondeau                         | Gordon Spice François Migault                               | Ford Cosworth DFV 3.0L V8          | G     | 335    |
| 4      | Gr.5     | 55 | Claude Bourgoignie Charles Ivey Racing    | Claude Bourgoignie John Cooper Dudley Wood                  | Porsche 935 K3                     | D     | 330    |
| 4      | Gr.5     | 55 | Claude Bourgoignie Charles Ivey Racing    | Claude Bourgoignie John Cooper Dudley Wood                  | Porsche Type-935 3.1L Turbo Flat-6 | D     | 330    |
| 5      | IMSA GTX | 47 | Charles Pozzi S.A.                        | Jean-Claude Andruet Claude Ballot-Léna Hervé Regout         | Ferrari 512BB/LM                   | M     | 328    |
| 5      | IMSA GTX | 47 | Charles Pozzi S.A.                        | Jean-Claude Andruet Claude Ballot-Léna Hervé Regout         | Ferrari 4.9L Flat-12               | M     | 328    |
| 6      | IMSA GTX | 42 | Cooke-Woods Racing                        | Anne-Charlotte Verney Bob Garretson Ralph Kent-Cooke        | Porsche 935 K3                     | G     | 327    |
| 6      | IMSA GTX | 42 | Cooke-Woods Racing                        | Anne-Charlotte Verney Bob Garretson Ralph Kent-Cooke        | Porsche Type-935 3.2L Turbo Flat-6 | G     | 327    |
| 7      | GTP +3.0 | 1  | Porsche System                            | Jürgen Barth Walter Röhrl                                   | Porsche 944 LM                     | D     | 323    |
| 7      | GTP +3.0 | 1  | Porsche System                            | Jürgen Barth Walter Röhrl                                   | Porsche 2.5L Turbo I4              | D     | 323    |
| 8      | Gr.5     | 65 | Martini Racing                            | Michele Alboreto Eddie Cheever Carlo Facetti                | Lancia Beta Monte Carlo            | P     | 322    |
| 8      | Gr.5     | 65 | Martini Racing                            | Michele Alboreto Eddie Cheever Carlo Facetti                | Lancia 1.4L Turbo I4               | P     | 322    |
| 9      | IMSA GTX | 46 | Rennod Racing                             | Pierre Dieudonné Jean Xhenceval Jean-Paul Libert            | Ferrari 512BB/LM                   | G     | 320    |
| 9      | IMSA GTX | 46 | Rennod Racing                             | Pierre Dieudonné Jean Xhenceval Jean-Paul Libert            | Ferrari 4.9L Flat-12               | G     | 320    |
| 10     | Gr.5     | 60 | Vegla Racing Team                         | Dieter Schornstein Harald Grohs Götz von Tschirnhaus        | Porsche 935J                       | D     | 320    |
| 10     | Gr.5     | 60 | Vegla Racing Team                         | Dieter Schornstein Harald Grohs Götz von Tschirnhaus        | Porsche Type-935 3.0L Turbo Flat-6 | D     | 320    |
| 11     | IMSA GTO | 36 | Porsche System                            | Manfred Schurti Andy Rouse                                  | Porsche 924 Carrera GTR            | D     | 315    |
| 11     | IMSA GTO | 36 | Porsche System                            | Manfred Schurti Andy Rouse                                  | Porsche 2.0L Turbo I4              | D     | 315    |
| 12     | S +2.0   | 12 | Porsche System                            | Jochen Mass Vern Schuppan Hurley Haywood                    | Porsche 936                        | D     | 312    |
| 12     | S +2.0   | 12 | Porsche System                            | Jochen Mass Vern Schuppan Hurley Haywood                    | Porsche Type-935 2.6L Turbo Flat-6 | D     | 312    |
| 13     | GTP +3.0 | 4  | WM A.E.R.E.M.                             | Denis Moran Charles Mendez Xavier Mathiot                   | WM P79/80                          | M     | 307    |
| 13     | GTP +3.0 | 4  | WM A.E.R.E.M.                             | Denis Moran Charles Mendez Xavier Mathiot                   | Peugeot PRV 2.7L Turbo V6          | M     | 307    |
| 14     | Gr.5     | 68 | Jolly Club                                | Martino Finotto Giorgio Pianta Giorgio Schön                | Lancia Beta Monte Carlo            | P     | 292    |
| 14     | Gr.5     | 68 | Jolly Club                                | Martino Finotto Giorgio Pianta Giorgio Schön                | Lancia 1.4L Turbo I4               | P     | 292    |
| 15     | S +2.0   | 18 | Team Lola                                 | Emilio de Villota Guy Edwards Juan Fernández                | Lola T600                          | G     | 287    |
| 15     | S +2.0   | 18 | Team Lola                                 | Emilio de Villota Guy Edwards Juan Fernández                | Ford Cosworth DFL 3.3L V8          | G     | 287    |
| 16     | Gr.5     | 51 | BMW Italia BMW France                     | Philippe Alliot Bernard Darniche Johnny Cecotto             | BMW M1 Gr.5                        | D     | 277    |
| 16     | Gr.5     | 51 | BMW Italia BMW France                     | Philippe Alliot Bernard Darniche Johnny Cecotto             | BMW M88 3.5L I6                    | D     | 277    |
| 17     | GT       | 70 | Thierry Perrier                           | Thierry Perrier Valentin Bertapelle Bernard Salam           | Porsche 934                        | M     | 274    |
| 17     | GT       | 70 | Thierry Perrier                           | Thierry Perrier Valentin Bertapelle Bernard Salam           | Porsche 2.9L Turbo Flat-6          | M     | 274    |
| 18     | S 2.0    | 31 | Jean-Philippe Grand                       | Jean-Philippe Grand Yves Courage                            | Lola T298                          | G     | 272    |
| 18     | S 2.0    | 31 | Jean-Philippe Grand                       | Jean-Philippe Grand Yves Courage                            | BMW 2.0L I4                        | G     | 272    |
| 19 NC  | S 2.0    | 33 | Compagnie Primagaz                        | Pierre Yver Michel Dubois Jacques Heuclin                   | Lola T298                          | G     | 203    |
| 19 NC  | S 2.0    | 33 | Compagnie Primagaz                        | Pierre Yver Michel Dubois Jacques Heuclin                   | BMW 2.0L I4                        | G     | 203    |
| 20 NC  | S 2.0    | 32 | Écurie Renard-Delmas                      | Louis Descartes Hervé Bayard                                | Renard-Delmas D1                   | G     | 187    |
| 20 NC  | S 2.0    | 32 | Écurie Renard-Delmas                      | Louis Descartes Hervé Bayard                                | ROC-Simca 2.0L I4                  | G     | 187    |
| 21 DNF | IMSA GTX | 43 | Bob Akin Motor Racing                     | Bob Akin Paul Miller Craig Siebert                          | Porsche 935 K3                     | G     | 320    |
| 21 DNF | IMSA GTX | 43 | Bob Akin Motor Racing                     | Bob Akin Paul Miller Craig Siebert                          | Porsche Type-935 3.0L Turbo Flat-6 | G     | 320    |
| 22 DNF | Gr.5     | 57 | Claude Haldi Charles Ivey Racing          | Claude Haldi Mark Thatcher Hervé Poulain                    | Porsche 935                        | D     | 260    |
| 22 DNF | Gr.5     | 57 | Claude Haldi Charles Ivey Racing          | Claude Haldi Mark Thatcher Hervé Poulain                    | Porsche Type-935 3.0L Turbo Flat-6 | D     | 260    |
| 23 DNF | IMSA GTX | 49 | NART                                      | Alain Cudini Philippe Gurdjian John Morton                  | Ferrari 512BB/LM                   | M     | 247    |
| 23 DNF | IMSA GTX | 49 | NART                                      | Alain Cudini Philippe Gurdjian John Morton                  | Ferrari 4.9L Flat-12               | M     | 247    |
| 24 DNF | Gr.5     | 53 | EMKA Productions Limited                  | David Hobbs Eddie Jordan Steve O'Rourke                     | BMW M1 Gr.5                        | D     | 236    |
| 24 DNF | Gr.5     | 53 | EMKA Productions Limited                  | David Hobbs Eddie Jordan Steve O'Rourke                     | BMW M88 3.5L I6                    | D     | 236    |
| 25 DNF | GT       | 72 | BMW Zol'Auto                              | Jean-François Rousselot François Sérvanin Laurent Ferrier   | BMW M1                             | D     | 212    |
| 25 DNF | GT       | 72 | BMW Zol'Auto                              | Jean-François Rousselot François Sérvanin Laurent Ferrier   | BMW M88 3.5L I6                    | D     | 212    |
| 26 DNF | S +2.0   | 20 | Alain de Cadenet Belga                    | Alain de Cadenet Jean-Michel Martin Philippe Martin         | De Cadenet-Lola LM                 | D     | 210    |
| 26 DNF | S +2.0   | 20 | Alain de Cadenet Belga                    | Alain de Cadenet Jean-Michel Martin Philippe Martin         | Ford Cosworth DFV 3.0L V8          | D     | 210    |
| 27 DNF | Gr.5     | 52 | Würth-Lubrifilm Team Sauber               | Dieter Quester Marc Surer David Deacon                      | BMW M1 Gr.5                        | D     | 207    |
| 27 DNF | Gr.5     | 52 | Würth-Lubrifilm Team Sauber               | Dieter Quester Marc Surer David Deacon                      | BMW M88 3.5L I6                    | D     | 207    |
| 28 DNF | Gr.5     | 66 | Martini Racing                            | Riccardo Patrese Hans Heyer Piercarlo Ghinzani              | Lancia Beta Monte Carlo            | P     | 186    |
| 28 DNF | Gr.5     | 66 | Martini Racing                            | Riccardo Patrese Hans Heyer Piercarlo Ghinzani              | Lancia 1.4L Turbo I4               | P     | 186    |
| 29 DNF | S +2.0   | 21 | Alain de Cadenet Dorset Racing Associates | Martin Birrane Nick Faure Vivian Candy                      | De Cadenet-Lola LM                 | D     | 171    |
| 29 DNF | S +2.0   | 21 | Alain de Cadenet Dorset Racing Associates | Martin Birrane Nick Faure Vivian Candy                      | Ford Cosworth DFV 3.0L V8          | D     | 171    |
| 30 DNF | S +2.0   | 23 | Dome Co. Ltd.                             | Chris Craft Bob Evans                                       | Dome RL81                          | D     | 154    |
| 30 DNF | S +2.0   | 23 | Dome Co. Ltd.                             | Chris Craft Bob Evans                                       | Ford Cosworth DFV 3.0L V8          | D     | 154    |
| 31 DNF | IMSA GTX | 40 | Joest Racing                              | Maurizio de Narvaez Kenper Miller Günther Steckkönig        | Porsche 935J                       | D     | 152    |
| 31 DNF | IMSA GTX | 40 | Joest Racing                              | Maurizio de Narvaez Kenper Miller Günther Steckkönig        | Porsche Type-935 2.8L Turbo Flat-6 | D     | 152    |
| 32 DNF | IMSA GTX | 48 | Simon Phillips                            | Simon Phillips Mike Salmon Steve Earle                      | Ferrari 512BB/LM                   | M     | 140    |
| 32 DNF | IMSA GTX | 48 | Simon Phillips                            | Simon Phillips Mike Salmon Steve Earle                      | Ferrari 4.9L Flat-12               | M     | 140    |
| 33 DNF | IMSA GTX | 45 | Scuderia Supercar Bellancauto SRL         | Fabrizio Violati Maurizio Flammini Duilio Truffo            | Ferrari 512BB/LM                   | M     | 118    |
| 33 DNF | IMSA GTX | 45 | Scuderia Supercar Bellancauto SRL         | Fabrizio Violati Maurizio Flammini Duilio Truffo            | Ferrari 4.9L Flat-12               | M     | 118    |
| 34 DNF | S +2.0   | 22 | André Chevalley Racing                    | Patrick Gaillard André Chevalley Bruno Sotty                | ACR 80B                            | G     | 114    |
| 34 DNF | S +2.0   | 22 | André Chevalley Racing                    | Patrick Gaillard André Chevalley Bruno Sotty                | Ford Cosworth DFV 3.0L V8          | G     | 114    |
| 35 DNF | IMSA GTO | 37 | Mazdaspeed Co. Ltd.                       | Tetsu Ikuzawa Tom Walkinshaw Peter Lovett                   | Mazda RX-7                         | D     | 107    |
| 35 DNF | IMSA GTO | 37 | Mazdaspeed Co. Ltd.                       | Tetsu Ikuzawa Tom Walkinshaw Peter Lovett                   | Mazda 13B 1.3L 2-Rotor             | D     | 107    |
| 36 DNF | S 2.0    | 30 | Jean-Marie Lemerle                        | Jean-Marie Lemerle Max Cohen-Olivar Alain Levié             | Lola T298                          | G     | 104    |
| 36 DNF | S 2.0    | 30 | Jean-Marie Lemerle                        | Jean-Marie Lemerle Max Cohen-Olivar Alain Levié             | BMW 2.0L I4                        | G     | 104    |
| 37 DNF | S +2.0   | 27 | Ian Bracey                                | Tiff Needell Tony Trimmer                                   | Ibec-Hesketh 308LM                 | D     | 95     |
| 37 DNF | S +2.0   | 27 | Ian Bracey                                | Tiff Needell Tony Trimmer                                   | Ford Cosworth DFV 3.0L V8          | D     | 95     |
| 38 DNF | S +2.0   | 10 | Porsche Kremer Racing                     | Bob Wollek Xavier Lapeyre Guy Chasseuil                     | Porsche 917K/81                    | D     | 82     |
| 38 DNF | S +2.0   | 10 | Porsche Kremer Racing                     | Bob Wollek Xavier Lapeyre Guy Chasseuil                     | Porsche 4.9L Flat-12               | D     | 82     |
| 39 DNF | S +2.0   | 14 | Joest Racing                              | Reinhold Joest Dale Whittington Klaus Niedzwiedz            | Porsche 908/80                     | D     | 80     |
| 39 DNF | S +2.0   | 14 | Joest Racing                              | Reinhold Joest Dale Whittington Klaus Niedzwiedz            | Porsche 2.1L Turbo Flat-6          | D     | 80     |
| 40 DNF | S +2.0   | 24 | Otis Jean Rondeau                         | Jean Rondeau Jean-Pierre Jaussaud                           | Rondeau M379                       | G     | 58     |
| 40 DNF | S +2.0   | 24 | Otis Jean Rondeau                         | Jean Rondeau Jean-Pierre Jaussaud                           | Ford Cosworth DFL 3.3L V8          | G     | 58     |
| 41 DNF | Gr.5     | 59 | Porsche Kremer Racing                     | Ted Field Bill Whittington Don Whittington                  | Porsche 935 K3                     | G     | 57     |
| 41 DNF | Gr.5     | 59 | Porsche Kremer Racing                     | Ted Field Bill Whittington Don Whittington                  | Porsche Type-935 3.2L Turbo Flat-6 | G     | 57     |
| 42 DNF | IMSA GTX | 50 | BASF Cassetten Team GS Sport              | Hans Joachim Stuck Jean-Pierre Jarier Helmut Henzler        | BMW M1 Gr.5                        | D     | 57     |
| 42 DNF | IMSA GTX | 50 | BASF Cassetten Team GS Sport              | Hans Joachim Stuck Jean-Pierre Jarier Helmut Henzler        | BMW M88 3.5L I6                    | D     | 57     |
| 43 DNF | C        | 83 | WM A.E.R.E.M.                             | Jean-Daniel Raulet Marcel Mamers                            | WM P81                             | M     | 50     |
| 43 DNF | C        | 83 | WM A.E.R.E.M.                             | Jean-Daniel Raulet Marcel Mamers                            | Peugeot PRV 2.7L Turbo V6          | M     | 50     |
| 44 DNF | Gr.5     | 69 | Tuff-Kote Dinol Racing                    | Jan Lundgårdh Axel Plankenhorn Mike Wilds                   | Porsche 935 L1 "Baby"              | D     | 49     |
| 44 DNF | Gr.5     | 69 | Tuff-Kote Dinol Racing                    | Jan Lundgårdh Axel Plankenhorn Mike Wilds                   | Porsche 1.4L Turbo Flat-6          | D     | 49     |
| 45 DNF | GT       | 71 | Helmut Marko RSM                          | Christian Danner Peter Oberndofer Prince Leopold von Bayern | BMW M1                             | D     | 49     |
| 45 DNF | GT       | 71 | Helmut Marko RSM                          | Christian Danner Peter Oberndofer Prince Leopold von Bayern | BMW M88 3.5L I6                    | D     | 49     |
| 46 DNF | Gr.5     | 61 | Weralit Racing Team                       | Edgar Dören Jürgen Lässig Gerhard Holup                     | Porsche 935 K3                     | D     | 48     |
| 46 DNF | Gr.5     | 61 | Weralit Racing Team                       | Edgar Dören Jürgen Lässig Gerhard Holup                     | Porsche Type-935 3.0L Turbo Flat-6 | D     | 48     |
| 47 DNF | Gr.5     | 67 | Martini Racing                            | Beppe Gabbiani Emanuele Pirro                               | Lancia Beta Monte Carlo            | P     | 47     |
| 47 DNF | Gr.5     | 67 | Martini Racing                            | Beppe Gabbiani Emanuele Pirro                               | Lancia 1.4L Turbo I4               | P     | 47     |
| 48 DNF | GTP +3.0 | 5  | WM A.E.R.E.M.                             | Guy Fréquelin Roger Dorchy Xavier Mathiot                   | WM P79/80                          | M     | 46     |
| 48 DNF | GTP +3.0 | 5  | WM A.E.R.E.M.                             | Guy Fréquelin Roger Dorchy Xavier Mathiot                   | Peugeot PRV 2.7L Turbo V6          | M     | 46     |
| 49 DNF | IMSA GTX | 41 | Preston Henn Racing                       | Preston Henn Michael Chandler Marcel Mignot                 | Porsche 935 K3                     | D     | 45     |
| 49 DNF | IMSA GTX | 41 | Preston Henn Racing                       | Preston Henn Michael Chandler Marcel Mignot                 | Porsche Type-935 3.0L Turbo Flat-6 | D     | 45     |
| 50 DNF | S +2.0   | 26 | Oceanic Jean Rondeau                      | Henri Pescarolo Patrick Tambay                              | Rondeau M379                       | G     | 41     |
| 50 DNF | S +2.0   | 26 | Oceanic Jean Rondeau                      | Henri Pescarolo Patrick Tambay                              | Ford Cosworth DFL 3.3L V8          | G     | 41     |
| 51 DNF | GT       | 73 | Eminence Racing Team                      | Jean-Marie Alméras Jacques Alméras                          | Porsche 924 Carrera GTR            | M     | 30     |
| 51 DNF | GT       | 73 | Eminence Racing Team                      | Jean-Marie Alméras Jacques Alméras                          | Porsche 2.0L Turbo I4              | M     | 30     |
| 52 DNF | S +2.0   | 25 | Calberson Jean Rondeau                    | Jean Ragnotti Jean-Louis Lafosse                            | Rondeau M379                       | G     | 28     |
| 52 DNF | S +2.0   | 25 | Calberson Jean Rondeau                    | Jean Ragnotti Jean-Louis Lafosse                            | Ford Cosworth DFV 3.0L V8          | G     | 28     |
| 53 DNF | IMSA GTO | 38 | Mazdaspeed Co. Ltd.                       | Yojiro Terada Hiroshi Fushida Win Percy                     | Mazda RX-7                         | D     | 25     |
| 53 DNF | IMSA GTO | 38 | Mazdaspeed Co. Ltd.                       | Yojiro Terada Hiroshi Fushida Win Percy                     | Mazda 13B 1.3L 2-Rotor             | D     | 25     |
| 54 DNF | C        | 82 | WM A.E.R.E.M.                             | Thierry Boutsen Serge Saulnier Michel Pignard               | WM P81                             | M     | 15     |
| 54 DNF | C        | 82 | WM A.E.R.E.M.                             | Thierry Boutsen Serge Saulnier Michel Pignard               | Peugeot PRV 2.7L Turbo V6          | M     | 15     |
| 55 DNF | IMSA GTO | 35 | Stratagraph Inc.                          | Cale Yarborough Billy Hagan Bill Cooper                     | Chevrolet Camaro                   | G     | 13     |
| 55 DNF | IMSA GTO | 35 | Stratagraph Inc.                          | Cale Yarborough Billy Hagan Bill Cooper                     | Chevrolet 6.4L V8                  | G     | 13     |

Legenda :DNQ = Não largou - DNF = Abandono - NC = Não classificado - DSQ= Desqualificado